# Marina Čarnogurská
Marina Čarnogurská (ur. 1 czerwca 1940 w Bratysławie) – słowacka sinolog i filozof. Tworzy przekłady z klasycznego języka chińskiego.

## Życiorys
Jest absolwentką Wydziału Filozoficznego Uniwersytetu Karola, gdzie kształciła się w zakresie filozofii i sinologii. W 1991 r. uzyskała stopień kandydata nauk (CSc.).

## Wybrana twórczość
- A riekol majster... (Z klasických kníh konfuciánstva). Bratysława: Tatran, 1990, ISBN 80-222-0089-1.
- Lao-c': Tao Te ťing, 1993, 1996
- Konfucius. Rozhovory a výroky (Lun Jü). Bratysława: Slovenský Tatran, 2002. ISBN 80-222-0501-X
- Čínske odpovede, Bratysława: Kalligram, 2006.